# Resolutie 367 Veiligheidsraad Verenigde Naties
Resolutie 367 van de Veiligheidsraad van de Verenigde Naties was de eerste VN-Veiligheidsraadsresolutie van 1975. De resolutie werd op 12 maart van dat jaar zonder stemming aangenomen.

## Achtergrond
Al meer dan tien jaar was de VN-vredesmacht UNFICYP aanwezig op Cyprus nadat er geweld was uitgebroken tussen de Griekse en de Turkse bevolkingsgroep op het eiland. Eind 1974 ontstonden er opnieuw grote onlusten toen Griekenland er een staatsgreep probeerde te plegen waarna Turkije Cyprus binnenviel en het noordelijke deel van het eiland bezette. Zij besloten in dat deel een aparte staat te stichten, de Turkse Republiek Noord-Cyprus.

## Inhoud
De Veiligheidsraad:
- Heeft de situatie in Cyprus overwogen als antwoord op de klacht van Cyprus.
- Heeft het rapport van de Secretaris-Generaal en de verklaringen van de betrokken partijen gehoord.
- Is diep bezorgd om de voortzetting van de crisis in Cyprus.
- Herinnert aan zijn vorige resoluties, in het bijzonder 365 waarmee de raad resolutie 3212 (XXIX) van de Algemene Vergadering steunde.
- Merkt op dat geen vooruitgang wordt geboekt in de uitvoering van de resoluties.

1. Roept alle landen op respect te hebben voor Cyprus'soevereiniteit, onafhankelijkheid, territoriale integriteit en neutraliteit.
2. Betreurt dat eenzijdig beslist werd van een deel van Cyprus een gefederaliseerde Turkse staat (Turkse Republiek Noord-Cyprus) te maken.
3. Bevestigt dat die beslissing niet op de uiteindelijke oplossing vooruitloopt en neemt akte van de verklaring dat dit niet de bedoeling was.
4. Roept op dringend resolutie 3212 van de Algemene Vergadering uit te voeren.
5. Vindt dat moet worden gewerkt aan het hervatten van het overleg.
6. Vraagt de Secretaris-Generaal een nieuwe missie te ondernemen om onder zijn leiding onderhandelingen op te starten.
7. Roept de vertegenwoordigers van de twee gemeenschappen (in Cyprus) hiertoe nauw samen te werken met de Secretaris-Generaal.
8. Roept alle betrokken partijen op om niets te doen dat de onderhandelingen kan ondermijnen en een goede sfeer voor de onderhandelingen te creëren.
9. Vraagt de Secretaris-Generaal de Veiligheidsraad op de hoogte te houden over de vooruitgang en voor 15 juni te rapporteren.
10. Beslist actief op de hoogte te blijven.

## Verwante resoluties
- Resolutie 361 Veiligheidsraad Verenigde Naties
- Resolutie 365 Veiligheidsraad Verenigde Naties
- Resolutie 370 Veiligheidsraad Verenigde Naties
- Resolutie 383 Veiligheidsraad Verenigde Naties

Lijst ·  367 ·  368 ·  369 ·  370 ·  371 ·  372 ·  373 ·  374 ·  375 ·  376 ·  377 ·  378 ·  379 ·  380 ·  381 ·  382 ·  383 ·  384